# أندريا سانشيز فالكون
أندريا سانشيز فالكون (بالإسبانية: Andrea Falcón)‏ هي لاعبة كرة قدم إسبانية، ولدت في 28 فبراير 1997 في أروكاس في إسبانيا. شاركت مع منتخب إسبانيا تحت 17 سنة للسيدات لكرة القدم ومنتخب إسبانيا لكرة القدم للسيدات. أما مع النوادي، فقد لعبت مع أتلتيكو مدريد ونادي برشلونة لكرة القدم للسيدات.

## وصلات خارجية
- أندريا سانشيز فالكون على موقع الاتحاد الدولي (مؤرشف)  (الإنجليزية)
- أندريا سانشيز فالكون على موقع الاتحاد الأوربي (الإنجليزية)
- أندريا سانشيز فالكون على موقع بطولة كرة القدم المكسيكية للسيدات (الإسبانية)
- أندريا سانشيز فالكون على موقع إي إس بي إن إف سي (الإنجليزية)
- أندريا سانشيز فالكون على موقع قاعدة بيانات كرة القدم.إي يو (الإنجليزية)
- أندريا سانشيز فالكون على موقع Soccerway.com (الإنجليزية)
- أندريا سانشيز فالكون على موقع عالم كرة القدم.نت (الإنجليزية)